# Narciso (Caravaggio)
Narciso è un dipinto a olio su tela (112x92) attribuito a Caravaggio dallo storico dell'arte Roberto Longhi, sebbene un dibattito ne abbia proposto l'attribuzione a pittori quali Orazio Gentileschi, Niccolò Tornioli e, soprattutto, lo Spadarino. Gli storici dell'arte che sposano la tesi longhiana sostengono che il dipinto sia da datare all'incirca tra il 1597 e il 1599. Invece, coloro che sostengono l'attribuzione a Spadarino datano l'opera attorno alla metà del XVII secolo.
Il dipinto è conservato nella Galleria Nazionale d'Arte Antica presso Palazzo Barberini a Roma.

## Descrizione
Il formato verticale della tela concede al pittore di dare vita a una figura quasi perfettamente doppia. Le braccia disposte ad arco di Narciso seguono l'andamento della tela, e dal suo profilo chino si suggerisce lo sguardo anelante e sofferente. Come segnalato da Rossella Vodret che riprende un'indicazione di Mario Docci, l'artista non dipinge un'immagine vista da un pittore fuori scena, bensì un'immagine che guarda sé stessa riflessa nello specchio d'acqua. Non c'è, infatti, alcun tipo di rifrazione nell'immagine riflessa.
Il soggetto del dipinto è Narciso, il cui mito è tratto è tratto dal Libro III, vv. 339-510 delle Metamorfosi di Ovidio (cui vanno aggiunti i diffusi volgarizzamenti rinascimentali e le mitografie di fine Cinquecento). Il giovane è ritratto mentre si specchia nell'acqua di una fonte, cercando un contatto fisico con il suo riflesso, di cui si è infatuato credendolo reale. L'artista dipinge il momento che precede la scoperta dell'inganno: infatti, l'immagine che Narciso vede nella pozza d'acqua altro non è che la proiezione di sé stesso. Diverse interpretazioni sono state date: "Allegoria della vista", secondo Fagiolo dell'Arco, oppure "Allegoria della conoscenza di Dio attraverso la conoscenza di sé stessi", o anche "Allegoria dei rapporti fra uomo e natura", proposta da Maurizio Marini. La particolarità della raffigurazione è quella "a carta da gioco", in cui a un'immagine superiore ritta ne corrisponde una identica inferiore ma inversa; questo effetto di sdoppiamento speculare è curato dal pittore in modo molto accurato, al punto che le pieghe delle maniche della camicia sono raffigurate nel loro esatto rovesciamento.
Da un punto di vista stilistico, si notano influenze lombarde, in particolare savoldesche.

## Rapporti con altre opere

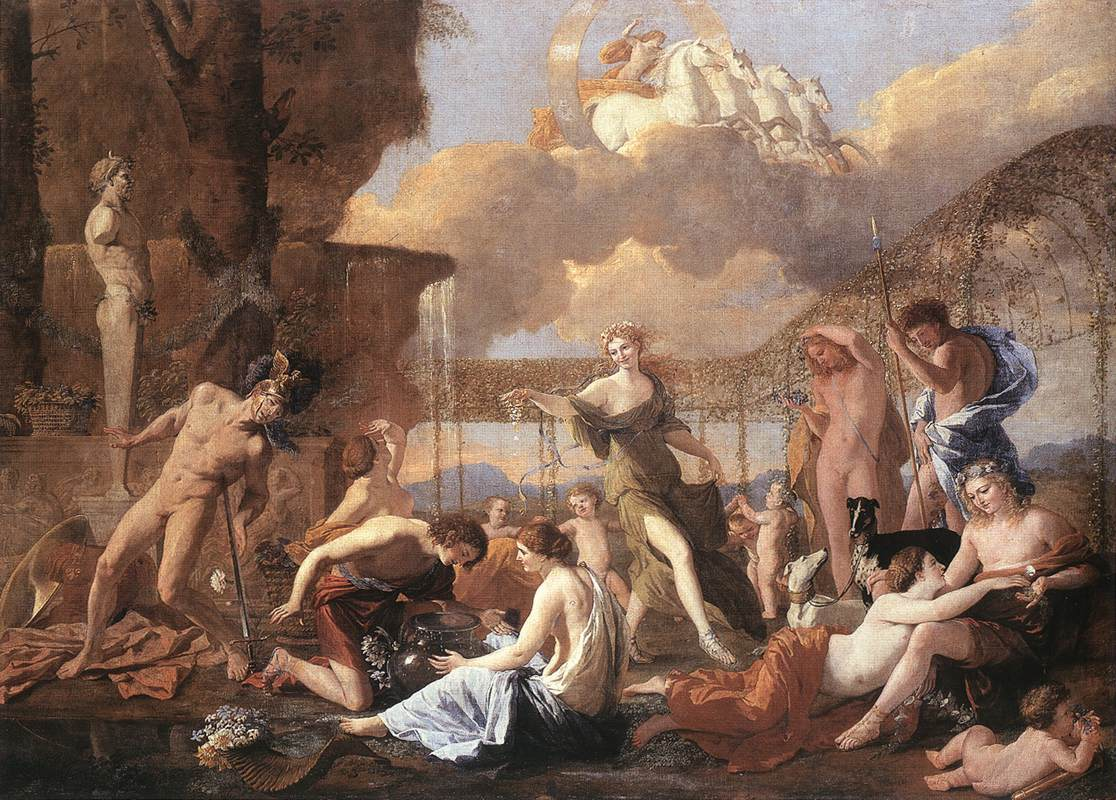
Poussin, Il regno di Flora (1631), Collezioni d'arte di Dresda, Dresda. Narciso è il giovane inginocchiato nella metà sinistra dell'opera, in primo piano

Il tema del Narciso è rappresentato in un'incisione risalente alla metà del Cinquecento e realizzata da Tommaso Barlacchi, in cui il ragazzo è posto davanti allo specchio d’acqua, con il ginocchio in luce e un ciuffo di capelli mosso dall'aria, come è nella tela Barberini. Lo stesso soggetto si trova in un affresco del Domenichino a Palazzo Farnese, datato 1604, in cui però vi è una ricca vegetazione di sfondo che non occlude in alcun modo il passaggio alla luce, come scritto nel testo ovidiano. Un Narciso simile nella posizione e nelle sembianze a quello del quadro Barberini si trova nel Regno di Flora (1631) di Nicolas Poussin. Federico Zeri notò inoltre somiglianze con un personaggio di un'opera di Niccolò Tornioli raffigurante gli Astronomi, risalente al 1643-45.

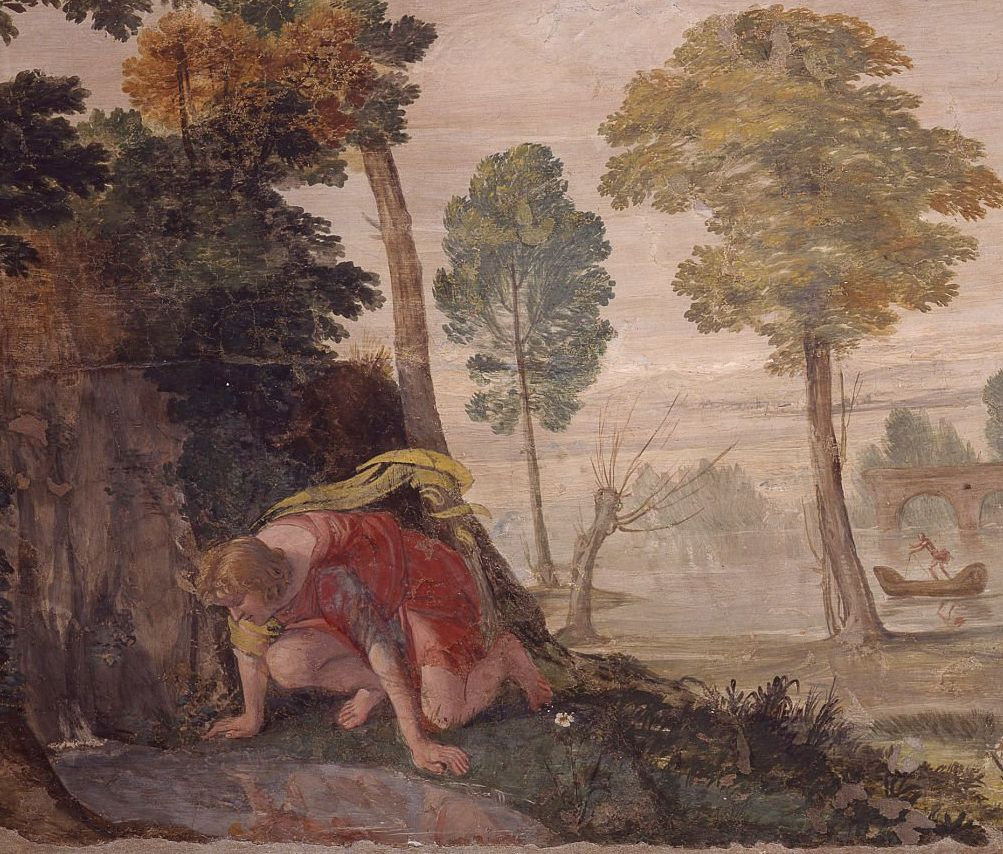
Domenichino, Narciso (particolare, 1604), Palazzo Farnese, Roma

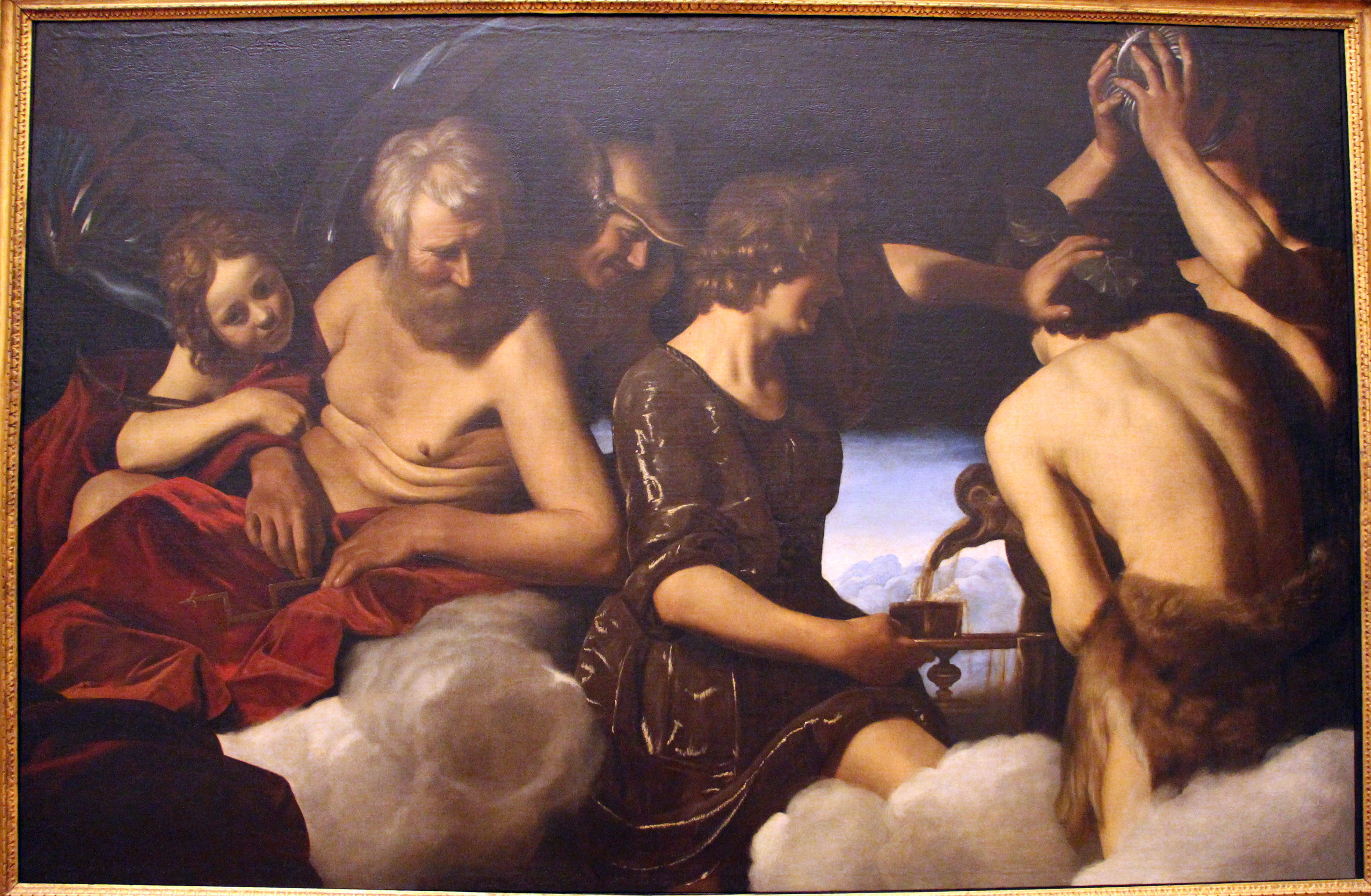
Spadarino, Convito degli dei (1625-30), Galleria degli Uffizi, Firenze. Si noti la figura di Ganimede, che tiene il vassoio

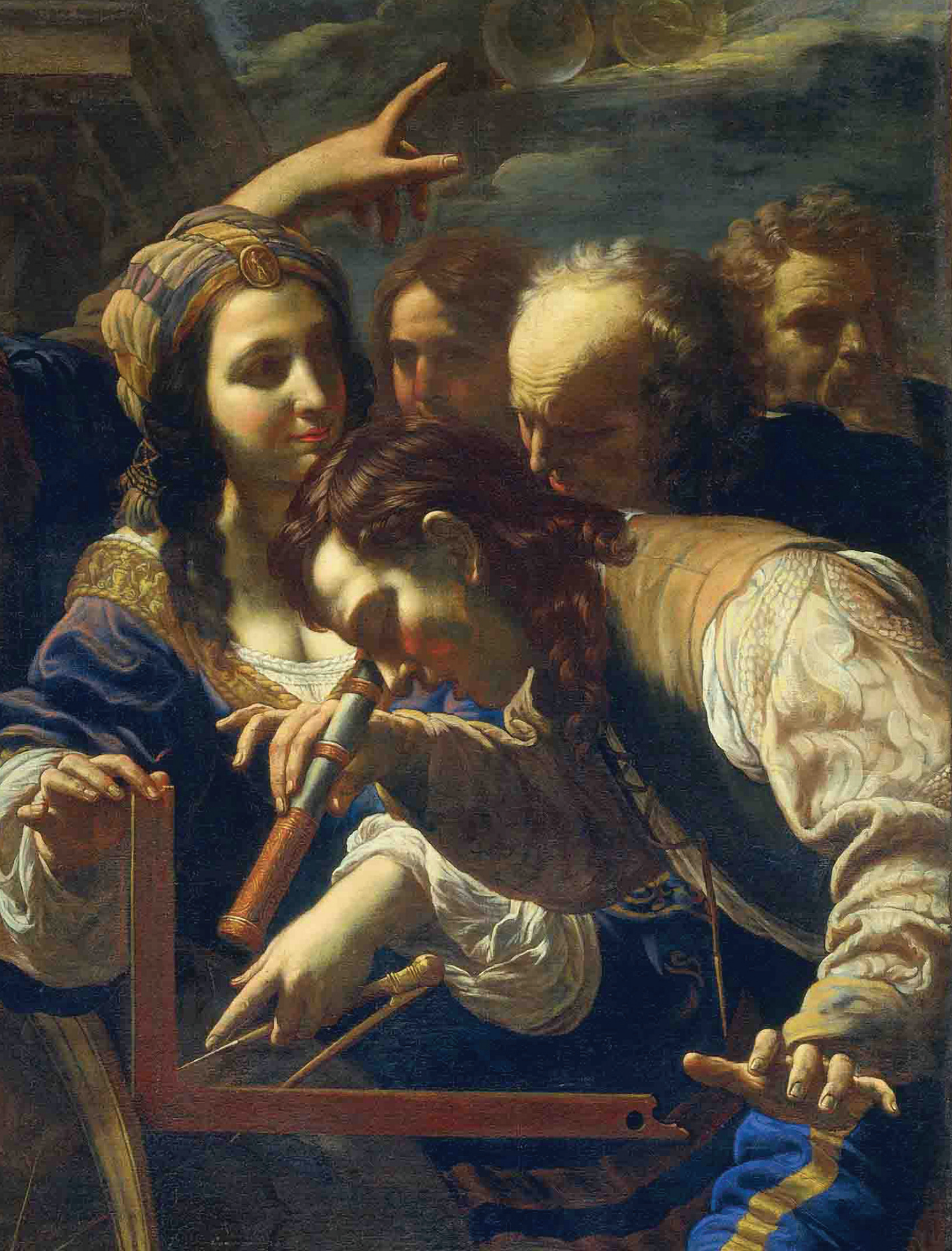
Dettaglio degli Astronomi di Niccolò Tornioli (1645 ca.), Galleria Spada, Roma

Rapporti stilistici serratissimi si hanno con alcune opere dello Spadarino. In particolare, lo studioso Gianni Papi indicò la somiglianza fisionomica del modello del Narciso con una delle figure del Battesimo di Costantino di Colle Val d'Elsa, opera documentata come di mano del pittore. Lo stesso Papi, e più recentemente Tomaso Montanari, hanno inoltre evidenziato come la figura di Ganimede nel Convito degli dei degli Uffizi, se rovesciata e ruotata di 90°, sia praticamente perfettamente sovrapponibile al Narciso.

## Vicenda attribuzionistica
Quando Longhi scoprì l'opera nel 1913 a Milano, essa era nella collezione privata del collega Paolo D’Ancona. Tre anni dopo, nell’articolo Gentileschi padre e figlia lo indicò come autografo del Merisi, per poi ribadire questa convinzione più volte nel corso dei suoi studi. Numerosi studiosi si schierarono, negli anni successivi, a favore di tale attribuzione: tra questi, ricordiamo Baroni, Berenson, Bottari, Calvesi, Cinotti e Gregori (prima del 1989). Il dipinto si collocherebbe durante il soggiorno del pittore nel palazzo Madama abitato da Francesco Maria Del Monte, nel periodo (la datazione proposta è fra il 1597 e il 1599) in cui a fonti d'ispirazione tratte dalla vita quotidiana della Roma di fine Cinquecento, subentrano sempre di più allusioni tematiche legate alla mitologia classica, preludio alla raffigurazione di storia di poco posteriore.
Nel 1973-74, nelle dispense di un suo corso all'Università di Roma, Cesare Brandi avanzò per primo il nome dello Spadarino. Papi rilanciò questa proposta nel 1986, con Previtali, Gregori, Christiansen, Giffi, Strinati, Bologna, Sgarbi, Montanari che nel corso degli anni hanno aderito ad essa.
Anche le analisi radiografiche e quelle svolte durante i restauri hanno diviso gli studiosi. Se da una parte Maurizio Marini e Rossella Vodret hanno continuato a sostenere la paternità caravaggesca, con quest'ultima che ha sottolineato come nel Narciso non sia dominante quella consistenza "compatta e solida" che troviamo nello Spadarino, bensì vi sia un ben altro aspetto luminoso e vibrante, dall'altra Thomas Schneider sostiene che "l’intervento del Caravaggio si manifesterebbe con più veemenza e, nonostante i suoi caratteristici spostamenti e cambiamenti, con più chiarezza", assieme a Papi che non crede che il restauro e le parole di Vodret "cambino i termini della questione a livello attributivo".